# غواصة نوع نيبتون
غواصة نوع نيبتون كانت غواصة سويدية من الغواصات التي بنتها Kockums . تم إطلاق الغواصة الأولى في عام 1942 وتم بناء ما مجموعه ثلاث غواصات:
HMSwS Neptun
HMSwS Najad
HMSwS Nacken .

تم إيقاف هذا النوع من الغواصات في عام 1966.  

## السفن
| اسم    | العلامة | تاريخ الإنزال | تاريخ الإطلاق  | بدء التكليف | مصير                                        |
| ------ | ------- | ------------- | -------------- | ----------- | ------------------------------------------- |
| Näcken | Na      | نوفمبر 1941   | 26 سبتمبر 1942 | مارس 1943   | تعطلت 1 أبريل 1966. بيعت للخردة نوفمبر 1970 |
| نجاد   | Nj      | فبراير 1942   | 26 سبتمبر 1942 | مايو 1943   | تعطلت 1 أبريل 1966. بيعت للخردة نوفمبر 1970 |
| نيبتون | Np      | مارس 1942     | 17 نوفمبر 1942 | يونيو 1943  | تعطلت 1 أبريل 1966. بيعت للخردة نوفمبر 1970 |